# Helmut Walcha

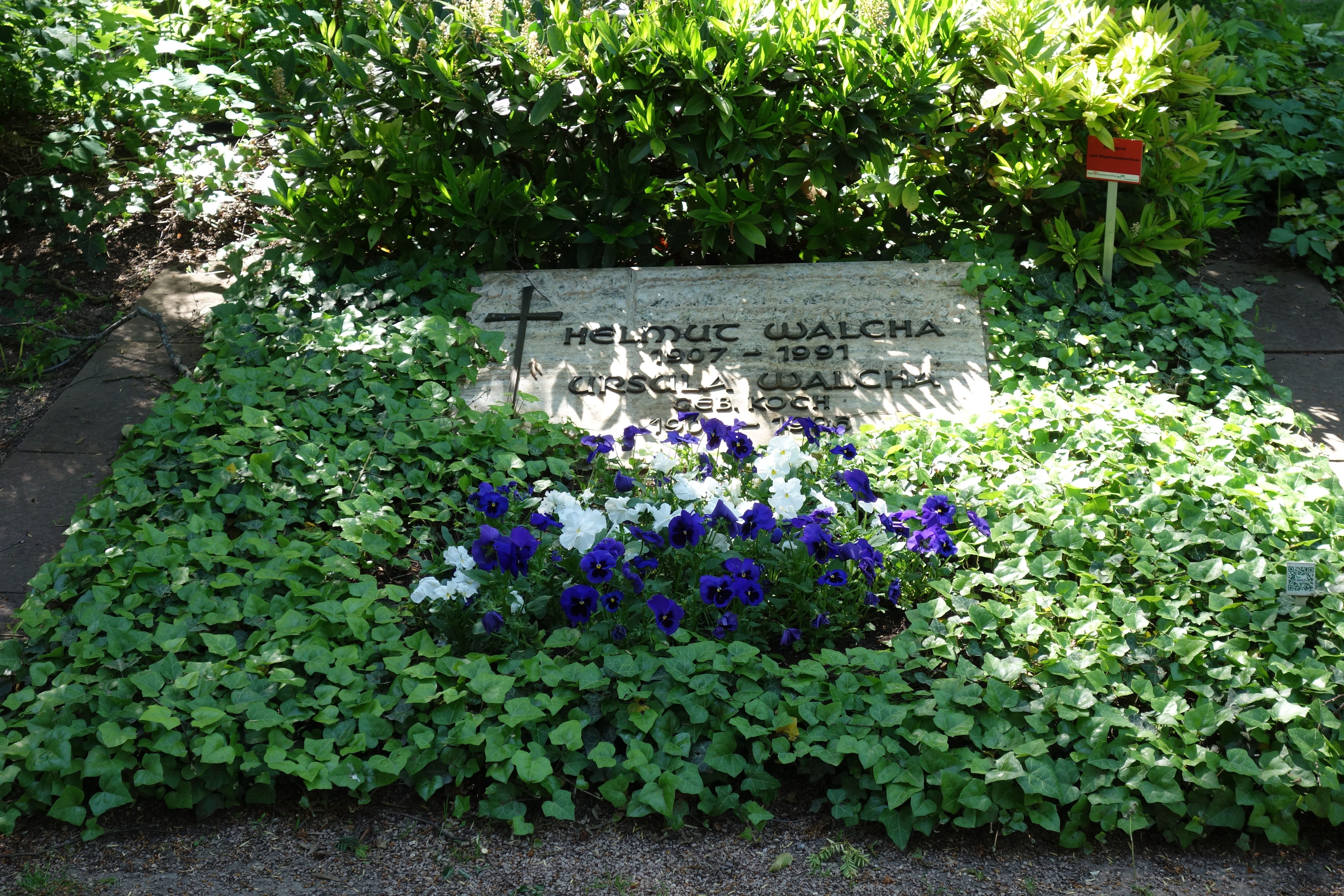
Grobowiec na cmentarzu miejskim we Frankfurcie nad Menem

Helmut Walcha (ur. 27 października 1907 w Lipsku, zm. 11 sierpnia 1991.) – niemiecki organista, klawesynista, wykładowca i kompozytor. Nagrał komplet dzieł organowych Bacha.

## Życiorys
W wieku lat 15 zdał egzamin wstępny do Konserwatorium w Lipsku i został tam najmłodszym uczniem Günthera Ramina – (organisty kościoła św. Tomasza w Lipsku – świątyni, z którą związany był Jan Sebastian Bach) na kierunku: organy. W 1926 (w wieku 19 lat) w wyniku powikłań po szczepieniu przeciw ospie stracił wzrok; mimo to kontynuował studia. Stał się uznanym interpretatorem dzieł organowych i klawesynowych Jana Sebastiana Bacha. Od 1926 do 1929 roku zastępował Ramina w kościele św. Tomasza w Lipsku. Od roku 1929 dawał regularne koncerty organowe w Kościele Pokoju we Frankfurcie nad Menem, od 1933 był wykładowcą w tamtejszym konserwatorium. W tym samym roku poślubił Urszulę Koch. W 1939 roku otrzymał tytuł profesora organów w tamtejszej Akademii Muzycznej. W 1946 roku objął stanowisko organisty Dreikönigskirche w tym mieście i pracował w nim do 1981 roku. Prowadził ożywioną działalność koncertową. Pierwsze nagrania płytowe zostały wydane w roku 1947. Od 1956 do 1971 nagrał wszystkie organowe dzieła Jana Sebastiana Bacha, co było praca tytaniczną, zważywszy na to, że cały repertuar musiał grać wyłącznie z pamięci. Dokonał tego dzięki pomocy matki a później żony, które dyktowały mu po kolei do zapamiętania poszczególne głosy polifonicznych dzieł Bacha. Walcha w 15 lat zapamiętał cały dorobek organowy Bacha. Był także wybitnym znawcą i wykonawcą muzyki organowej innych kompozytorów niemieckiego Baroku.
Ostatni koncert publiczny dał w roku 1981.
W 1967 został uhonorowany Krzyżem Zasługi I Klasy Republiki Federalnej Niemiec, w 1987 Wielkim Krzyżem Zasługi z Gwiazdą. Walcha został pochowany w honorowym miejscu cmentarza miejskiego we Frankrurcie (na południowym cmentarzu w Sachsenhausen). Jego imieniem nazwano małą uliczkę w dzielnicy Gallus.

## Wybrane kompozycje
Preludia chorałowe na organy, Edition Peters, Frankfurt n. M., 1954–1978.
- Tom I. 25 preludiów chorałowych na organy, 1954 (EP 4850)
- Tom II. 20 preludiów chorałowych na organy, 1963 (EP 4871)
- Tom III. 24 preludia chorałowe na organy, 1966 (EP 5999)
- Tom IV. 19 preludiów chorałowych na organy i postludium, 1978 (EP 8413)

Kantaty:
- „Lobe den Herren” (1932)
- „Wo Gott der Herr nicht bei uns hält” (1933)
- „Wach auf mein Herz, die Nacht ist hin” (1947)

## Wybrane serie płytowe
- Bach: Organ Works. Performed by Helmut Walcha. 12 płyt, Archiv Produktion (Deutsche Grammophon), No. 463712
- Bach: Great Organ Works. Performed by Helmut Walcha. 2 płyty, Deutsche Grammophon Double, No. 453064
- The Early German Organ School. Helmut Walcha at the Arp-Schnittger organ, in Cappel. An Archiv Produktion (DGG) – 4 płyty